# Морелия
Морелия (на испански: Morelia) е столицата и най-големият град в югозападния щат Мичоакан в Мексико.
Намира се на 1951 м надморска височина и е с население от 729 757 жители (2010).
Основан е през 1541 г. Централната част на Морелия е част от Световното културно и природно наследство на ЮНЕСКО.

## Побратимени градове
- Валядолид (Испания)
- Канзас Сити (Мисури, САЩ)
- Фулъртън (Калифорния, САЩ)
- Якима, САЩ